# خوسيه روبرتو كيمارايس
خوسيه روبرتو كيمارايس (بالبرتغالية: José Roberto Guimarães) (31 يوليو 1954 في البرازيل - ) هو لاعب كرة طائرة برازيلي. شارك في الألعاب الأولمبية الصيفية 1992 والألعاب الأولمبية الصيفية 2012 والألعاب الأولمبية الصيفية 2008.

## وصلات خارجية
- خوسيه روبرتو كيمارايس على موقع أوليمبيديا (الإنجليزية)